# 董明德
董明德（1910年—），中華民國空軍中將，辽宁海城人，1931年5月南京中央军校第九期，曾任5大隊25隊副隊長、4大隊21隊隊長、4大隊副大隊長、4大隊代大隊長、航委會處長、空軍軍區參謀長、空軍總司令部第三署副署長、空軍作戰署長、空軍作戰副司令、空軍預校校長、空軍指揮參謀學院第十任院長、參大校長、空軍訓練司令部司令，後升任空軍總司令部中將政戰主任，1964年3月改任他職。

## 事蹟
1938年2月18日，時任4大隊21隊隊長，率該對I－16機10架，自漢口機場起飛，在機場西北方向迎戰日機，該隊擊落日寇驅逐機四架。抗戰期間擊落敵機7.5架，為王牌飛行員。

## 荣誉

### 中华民国勋章奖章
- 乾元勋章（1948年12月1日批准[1]）